# タメル

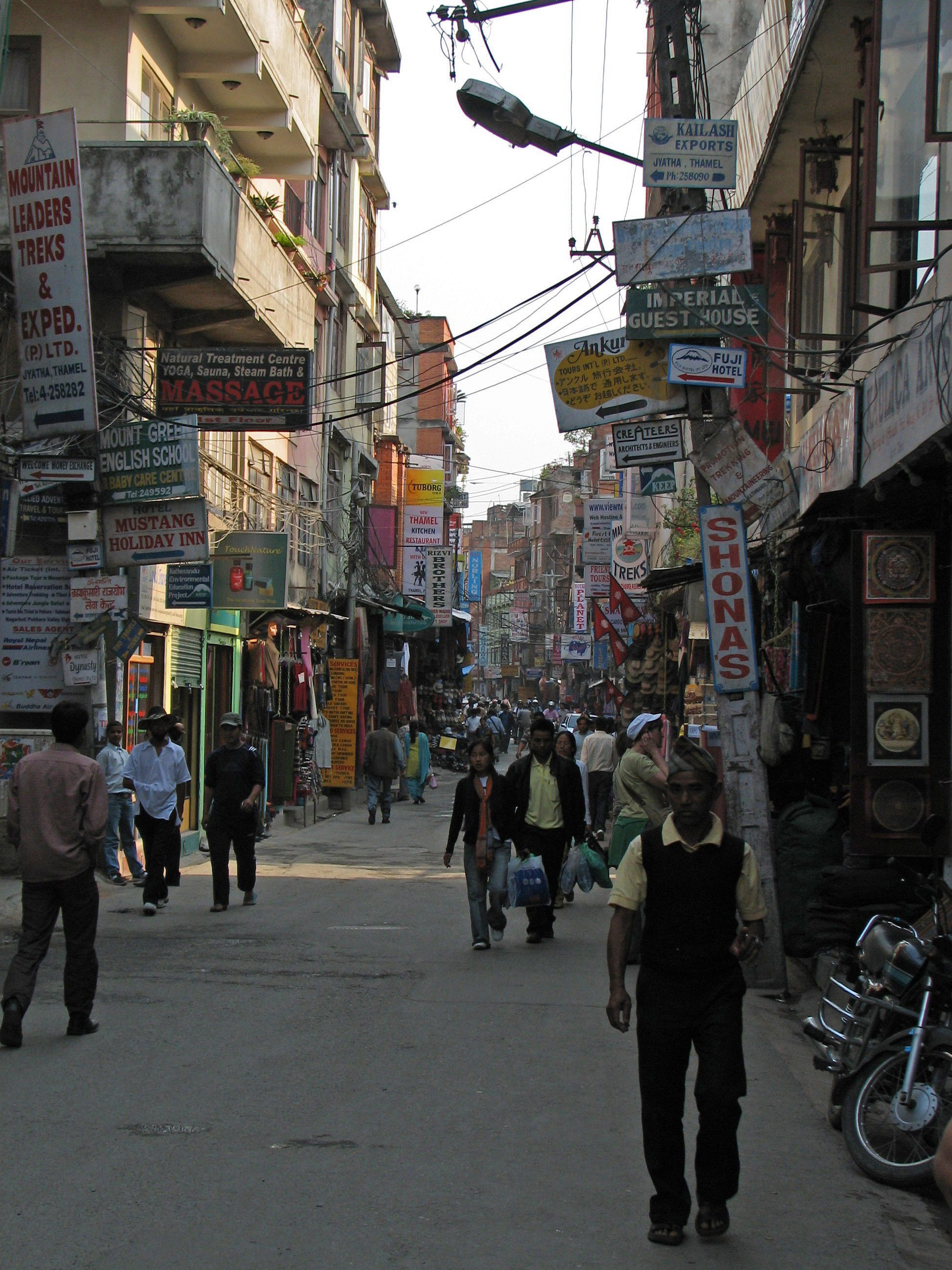
タメル地区の通り

タメル(Thamel)は、ネパールのカトマンズにある地区名。格安宿が多くあり、ジョッチェン地区のフリーク・ストリートとともに1980年代のヒッピーブームの聖地であり、物価が安いこともあり今もなお世界のバックパッカー、登山者、長期滞在者が後を絶たない。

## 概要
北はレクナート・マルグ（Lekhnath Marg）から南はタヒティ・チョークまでの約1kmの範囲内にある。かつては旅行者の集中する中心街はダルバール広場南側のフリーク・ストリートを中心とするジョッチェン地区であったが、1980年代からはタメル地区にその中心を移し急速に発展した。狭い道の左右に外国人向けの商業施設が軒を連ねるように建ち並び、さらに路地が縦横に交差し、路地奥にまでホテル、レストラン、土産物店などが看板を上げており、車、人、サイクルリクシャーの往来が絶えず、パックパッカーの聖地らしい雰囲気を醸し出している。ヒマラヤ登山の拠点にもなっているため、登山用品店のほか両替商、ランドリー、土産物店、レストラン、パブ、バーなどが多い。かつては「MASSAGE」の看板を掲げた性風俗店などもあったが、2008年10月、ネパールで新政権を樹立した共産党毛沢東主義派により、犯罪やモラル低下の温床になっているとして、取り締まりを強化されたためその後マッサージ・パーラーやヌードダンス・バーなどが姿を消した。
ダルバール広場までは徒歩約30分、スワヤンブナート寺院は徒歩約1時間の距離にある。中心となる住民はネワール族である。

## ホテル
下は6ドルから上は200ドル（2015年4月現在）までと料金の幅の広い宿が軒を連ねる。中でもカトマンズ・ゲストハウス(Kathmandu Guesthouse)は最も歴史が古く、バックパッカーの聖地になっている。欧米人を中心に今なお根強い人気があり1960年代後半にはザ・ビートルズが、1999年と2000年にはリッキー・マーティン、2003年にはジェレミー・アイアンズらが訪れている。チベット風のHotel Utse（ウッセ）も1970年代にタメルで最初にレストランを始めた老舗ホテルである。

## レストラン
世界各国の料理店が軒を連ね、和食店も多い。

## バス乗り場
ローカルバスとツーリストバスは乗場が異なる。

### プラノ・バスパーク（オールドバスパーク）
タメルの南東、ラトナ・パーク東側に位置し、パタン、キティプル、ドゥリケルなどカトマンズ盆地内やチベット国境のコダリ、エベレストトレッキングの起点であるジリへのローカルバスが発着する。

### ニュー・バスパーク（ナヤ・バスパーク）
タメルからは遠く離れた北方に位置するリングロード沿いに日本の援助によって作られたバスターミナルでネパール語ではナヤ・バスパーク（Naya Bus Park）と呼ばれる。カトマンズ盆地外の長距離バスはほとんどがここで発着する。